# Porto Moniz
Porto Moniz je farnost v severozápadní části portugalského ostrova Madeira. V roce 2011 zde žilo 1 668 obyvatel a jejich počet od 60. let  20. st. začal prudce klesat. Je střediskem stejnojmenného okresu Porto Moniz, který má 2 711 obyvatel (2011).

## Založení města
Porto Moniz je jedno z nejstarších farností na severu Madeiry. Datum jeho založení není přesně známo, avšak počátky zdejšího osídlení se datují do třetí čtvrtiny 15. století. Město je spojeno se jménem Francisca Monize. Tento muž šlechtického původu pocházel z Algarve a jeho manželkou byla vnučka objevitele Madeiry, (Joãa Gonçalvese Zarca). Moniz zde postavil kostel Nossa Senhora da Conceicao. Původní osada nesla název Ponta do Tristão (tak se dnes nazývá nejsevernější výběžek Madeiry) a roku 1533 byla na počest zakladatele přejmenována na Porto Moniz.

## Geografie
Asi 2 km jihovýchodně od farnosti Porto Moniz ústí do oceánu nejdelší madeirská řeka, Ribeira da Janela.

## Hospodářství a doprava
Ve farnosti se vyrábí suvenýry a tradiční madeirské vlněné čepice. Je zde malý přístav a heliport. Silnice sem byla přivedena po pobřeží v době po 2. světové válce. V létě se ve městě koná dobytčí trh. Bylo zde vybudováno výstavní a přednáškové centrum Centro de Ciência Viva.

## Turistický ruch
Turisty sem přitahují mořské lázně (lávové bazénky) a mořské akvárium. Akvárium je umístěno v bývalé pevnosti São João Batista. K dalším atrakcím patří lanovka v blízkém Achadas da Cruz.

## Galerie

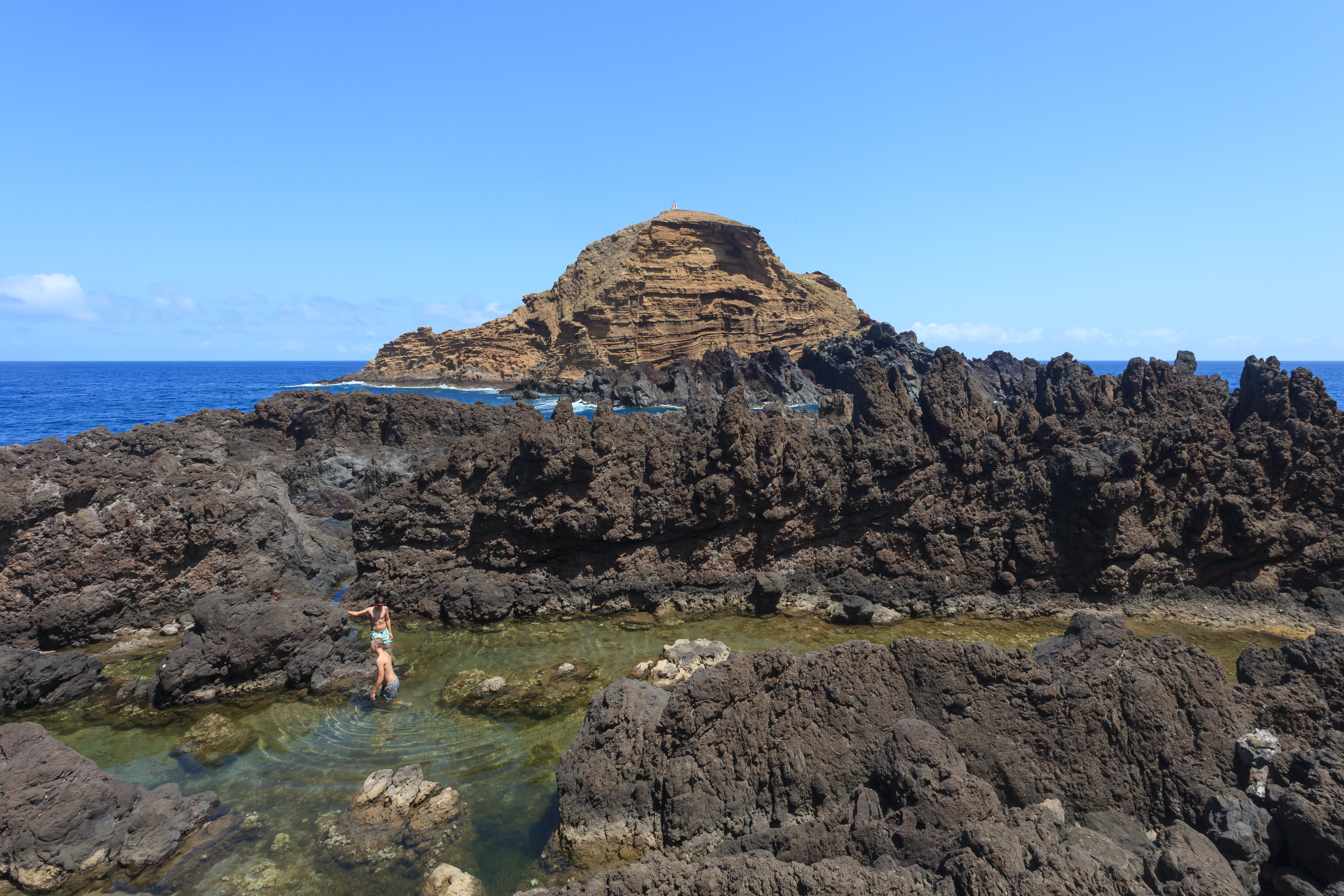
Lávové jezírka a ostrov Ilhéu Mole
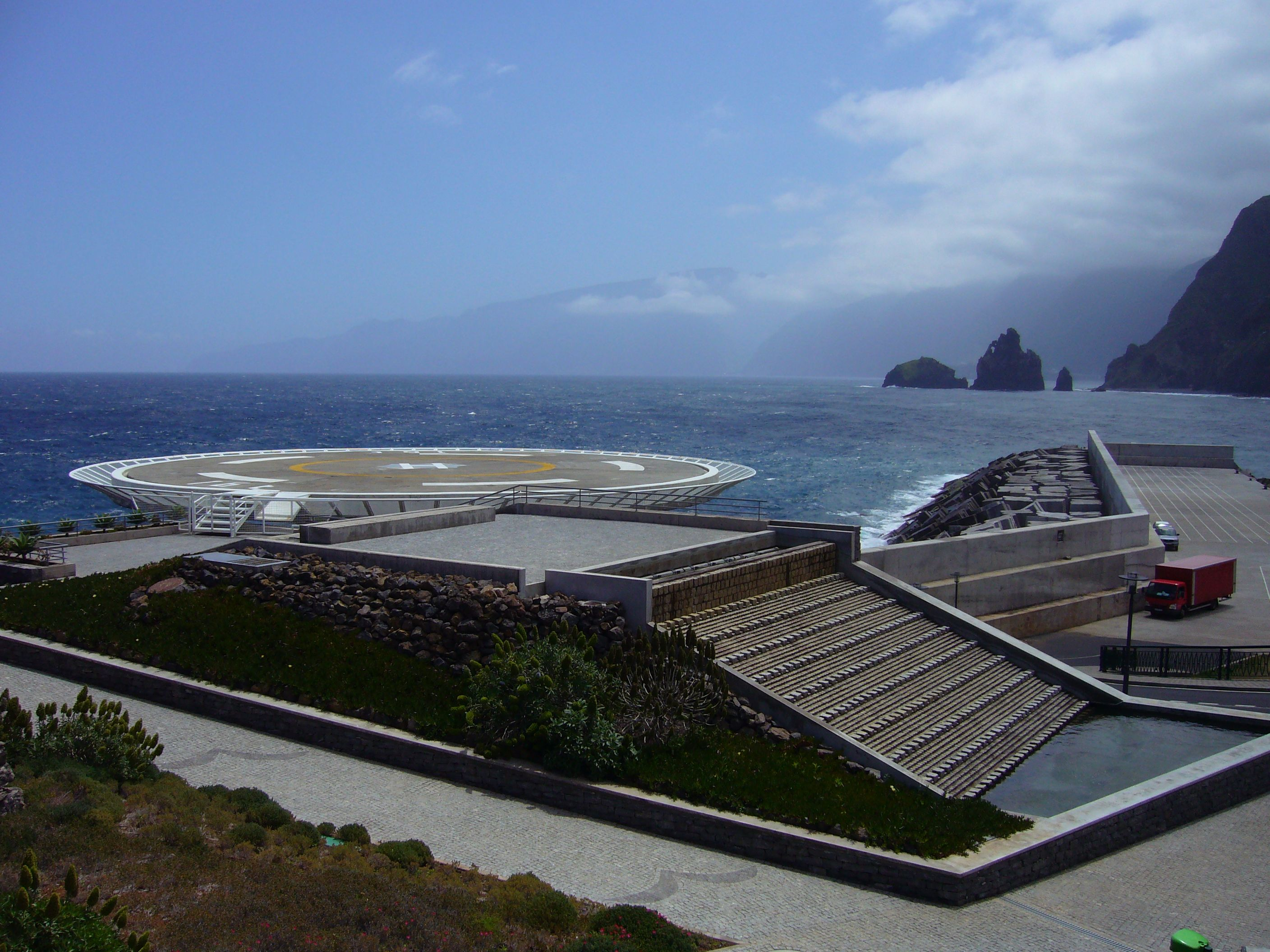
Heliport pro vrtulníky v Porto Moniz
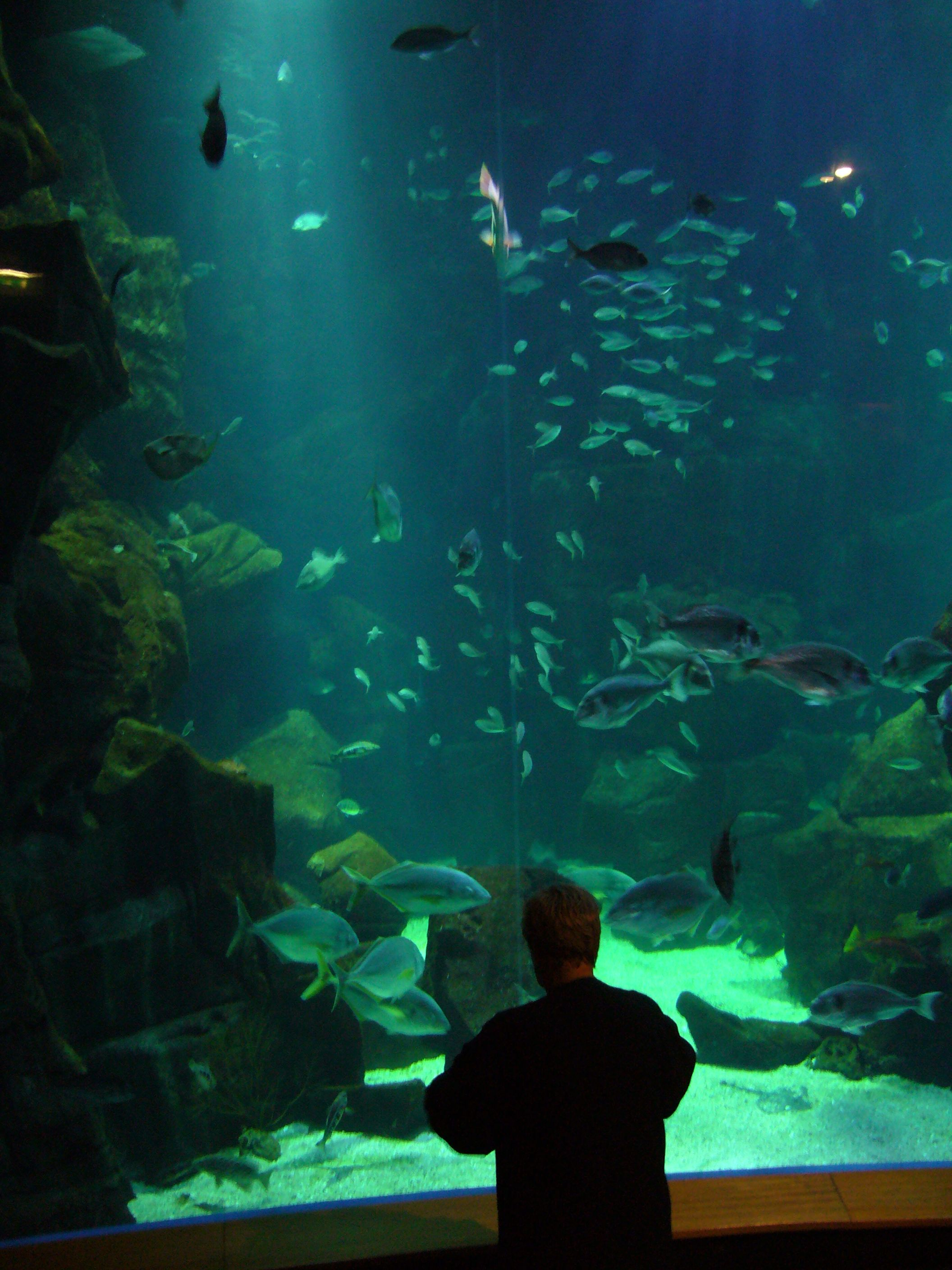
Mořské akvárium